# Краснополь (управляемый снаряд)

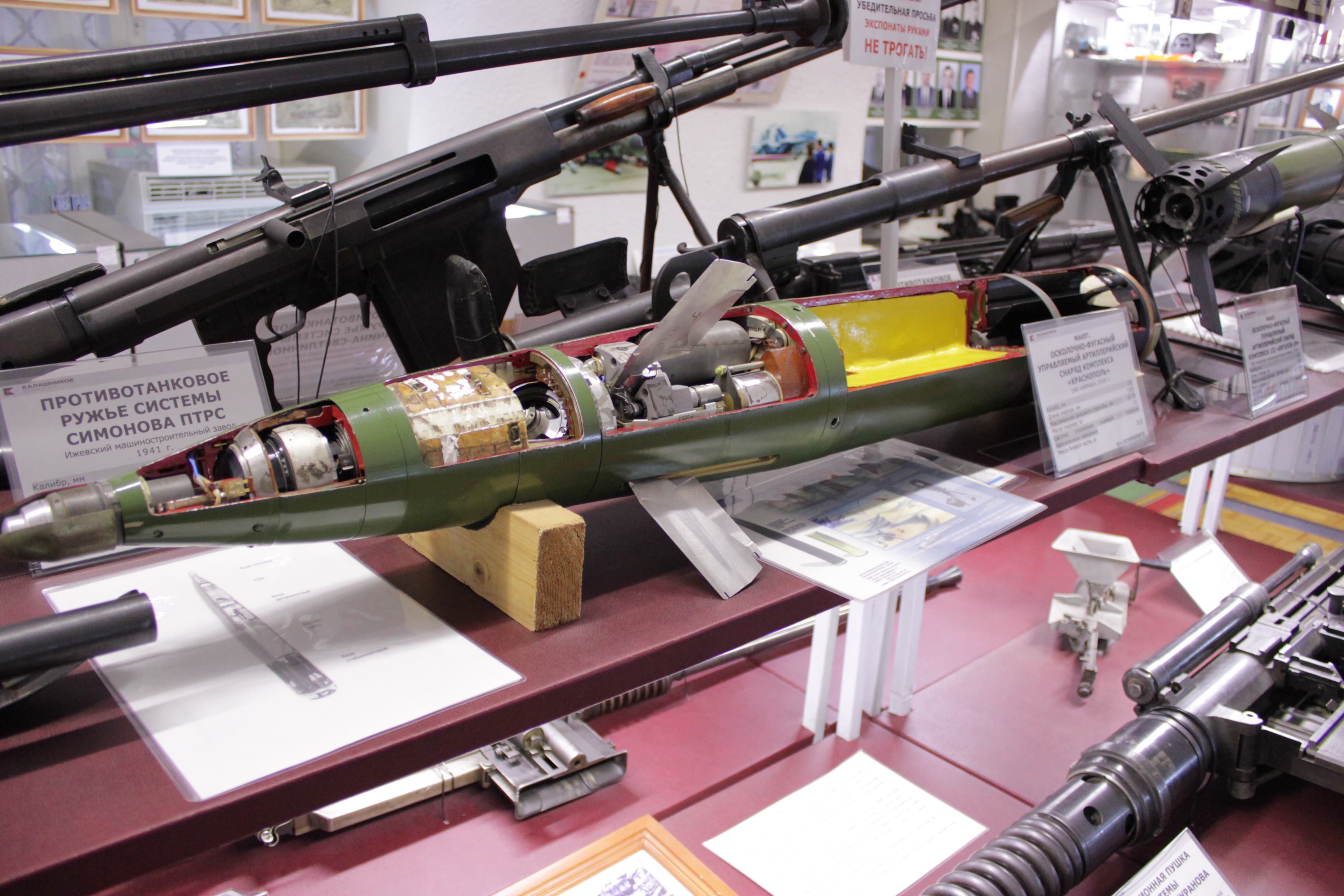
Макет в музее Ижмаша

«Краснополь» — корректируемый артиллерийский боеприпас калибра 152 или 155 мм. Предназначен для поражения бронированных целей и военных объектов. Коррекция выполняется аэродинамическими рулями на конечном участке полёта по лазерной отметке на цели. Для увеличения дальности стрельбы снаряд имеет реактивный двигатель или донный газогенератор. Развитые аэродинамические поверхности обеспечивают планирование к цели, увеличивая дальность и уменьшая ограничения по высоте облачности.
Входит в российский комплекс управляемого артиллерийского вооружения, разработанный в тульском КБ Приборостроения. Экспортные версии снаряда адаптированы к соответствующим комплексам стран-импортёров.
Серийное производство ведётся ОАО «Ижмаш», головка самонаведения (ГСН) для снаряда изготавливается ЛОМО.

## История
Работы по созданию управляемого 152-мм артиллерийского снаряда «Краснополь» были начаты в конце 1970-х годов в КБП. Лазерную полуактивную головку самонаведения для снаряда разрабатывало Ленинградское оптико-механическое объединение, изготовление ГСН осуществлялось Научно-производственным комплексом «Прогресс» (сейчас НВК «Прогресс», г. Нежин, Украина), лазерный целеуказатель-дальномер 1Д15 (или 1Д20) создавался НИИ «Полюс». Бортовая аппаратура — НИИФП.

## Описание
Комплекс управляемого вооружения (индекс ГРАУ 2К25) включает в себя корректируемый осколочно-фугасный снаряд 3ОФ39 «Краснополь» калибра 152 мм (используется в составе выстрелов раздельного заряжания 3ВОФ64 и 3ВОФ93), с полуактивной лазерной головкой самонаведения 9Э421, принимающий отражённый сигнал от цели, подсвечиваемой лазерным целеуказателем-дальномером 1Д15 (1Д20, 1Д22). В состав комплекса может входить комплект средств синхронизации выстрела 1А35 и радиостанция Р-159М. Стрельба выполняется из советских 152-мм артиллерийских систем: Д20, 2С3М «Акация», 2С19 «Мста-С», 2А65 «Мста-Б».
Для укладки в боевом отделении самоходных орудий снаряд 3ОФ39 конструктивно выполнен в виде двух отсеков, стыкующихся перед стрельбой с помощью быстросвинчивающегося соединения:
- снарядного отсека, в состав которого входит боевая часть (БЧ), разгонный двигатель (РДТТ) и блок стабилизаторов;
- отсека управления, включающего автопилотный блок, ГСН и носовой блок.

В качестве органов управления снарядом в полёте использованы четыре выдвигаемых аэродинамических руля, в блоке стабилизаторов имеется также четыре выдвигаемых стабилизатора.
Модифицированный вариант 3ОФ39М выполнен моноблоком, что упрощает подготовку к стрельбе.
Подшипники трения на ведущих поясках обеспечивают низкую скорость вращения снаряда при стрельбе из стандартного нарезного ствола орудия. Это необходимо для нормальной работы систем коррекции. Для увеличения заряда корпус боеприпаса сделан тонкостенным. Сохранение геометрии корпуса при перегрузках в момент выстрела обеспечивается перераспределением давления наддува пороховых газов. Оптика головки самонаведения прикрывается защитным кожухом (для защиты от загрязнения и повреждений), отделяемым в полёте.

### К155
КМ-1 «Краснополь» (в некоторых источниках — «Краснополь-155», К155) — модификация боеприпаса «Краснополь» для 155-мм артиллерийских систем М109А2/А6 (США), G5, G6 «Rhino» (ЮАР), FH77B (Швеция), TRF1 (Франция) и других. В составе комплекса используется 155-мм осколочно-фугасный управляемый снаряд К155 и метательный заряд ВК155 (или штатные метательные заряды используемой артиллерийской системы калибра 155 мм).

### 3ОФ39М «Краснополь-М»
3ОФ39М «Краснополь-М» — моноблочная модификация 3ОФ39 «Краснополь». Боеприпас выполнен в габаритно-массовых характеристиках обычного неуправляемого осколочно-фугасного снаряда, что позволяет размещать его в собранном виде (без деления на отсеки) в составе штатной боеукладки самоходных орудий. В УАС «Краснополь-М» для достижения максимальной дальности стрельбы вместо разгонного двигателя УАС «Краснополь» применён донный газогенератор, что позволило уменьшить длину снаряда. Количество выдвигаемых стабилизаторов увеличено до 6 штук. Разработка велась с 1990-х годов.
За счёт возможности стрельбы по более пологой траектории по сравнению с базовым вариантом, для «Краснополя-М» снижены требования к минимальной высоте границы облачности. В результате этого время, благоприятное для применения «Краснополя-М», возросло на 10—30 % (в зависимости от ТВД). Имеет более высокую вероятность попадания в цель — 0,8-0,9 (0,7-0,8 для 3ОФ39 «Краснополь»).
Поставлялся в КНР: в 1997 году КНР приобрела лицензию и с 2000 года налажено производство в КНР.

### К155М «Краснополь-М2»

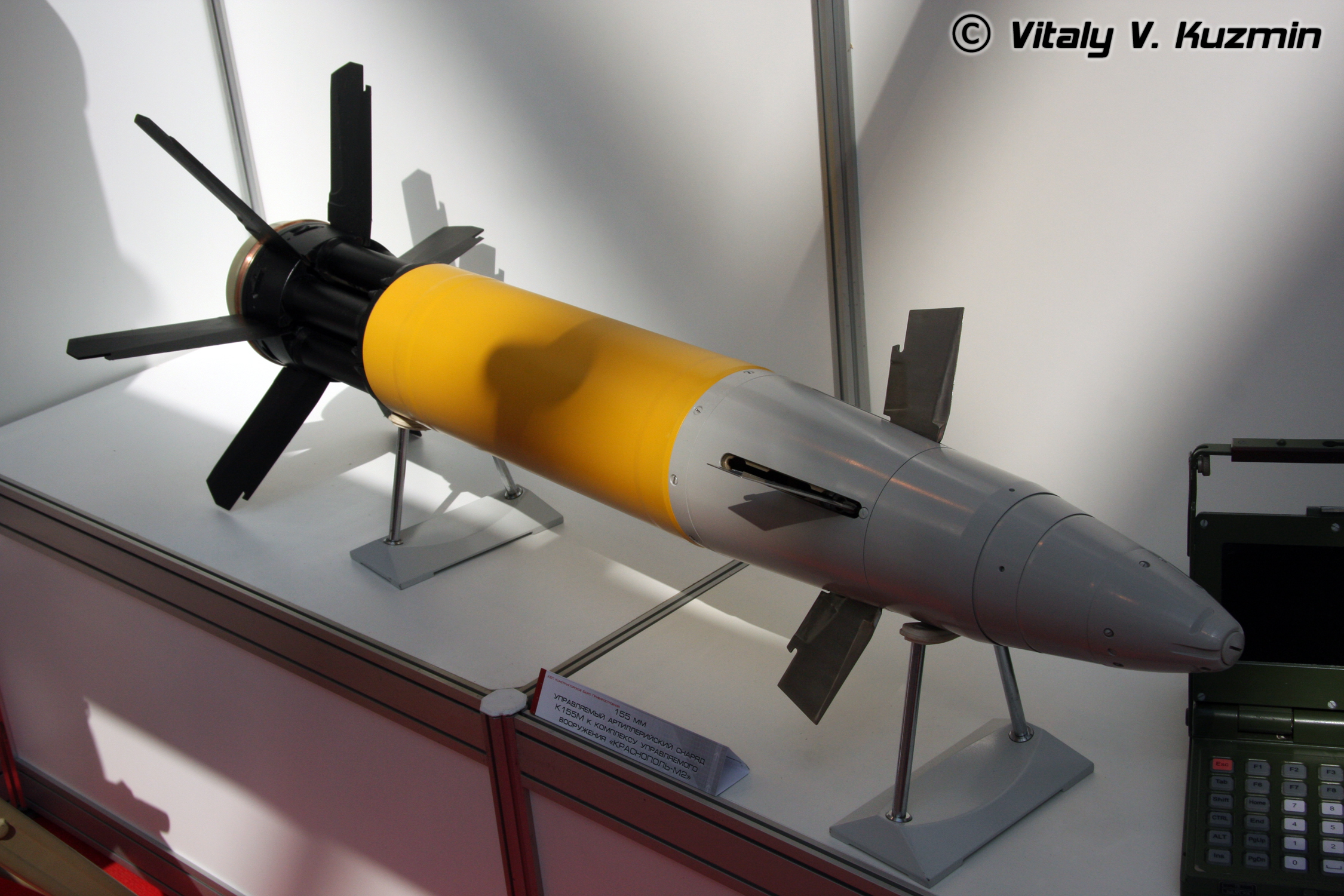
Краснополь-М2 на выставке МВСВ-2008.

КМ-2 «Краснополь-М2» — 155-мм вариант снаряда «Краснополь-М» (под стандарты НАТО). Включает в себя корректируемый осколочно-фугасный снаряд К155М калибра 155 миллиметров с полуактивным самонаведением на цель, подсвеченную лазером. Предназначен для поражения неподвижных и движущихся бронированных и небронированных целей и инженерных сооружений на расстоянии до 25 км, с первого выстрела. Способ поражения сверху, по взлётно-пикирующей траектории; по эффективности применения боевая часть стала практически в 1,5 раза эффективнее.
Поставлялся в Индию в 2000-х годах. Для комплекса «Краснополь-М» компанией CILAS (Франция) была разработана система лазерного целеуказания DHY307, в 2001 году для подтверждения её совместимости с «Краснополем» во Франции прошли стрельбовые испытания с использованием DHY307.
Стоимость снаряда на экспорт оценивается в 35 тыс. долл. Например для вооружённых сил Индии 3000 штук снарядов и 81 лазерный целеуказатель обошлись в 111,95 млн долларов США

### «Краснополь-Д»
«Краснополь-Д» — дальнейшая модернизация снаряда «Краснополь» с повышением дальности стрельбы и наведением с помощью спутниковой навигации.
Модуль разработан  МКБ «Компас», он может вворачиваться в головную часть артиллерийских снарядов калибром 152 мм и выше, на штатное место взрывателя снаряда "Краснополь". Он включает приёмник сигналов ГЛОНАСС/GPS и комбинированный взрыватель.

В отличие от снарядов, управляемых по лучу лазера, снаряд с модулем «Динамика» не зависит от погодных условий и не требует внешней подсветки цели, что позволяет быстро поражать точечные цели с заранее известными координатами. Круговое вероятное отклонение модернизированного таким образом снаряда не превышает 10 м.

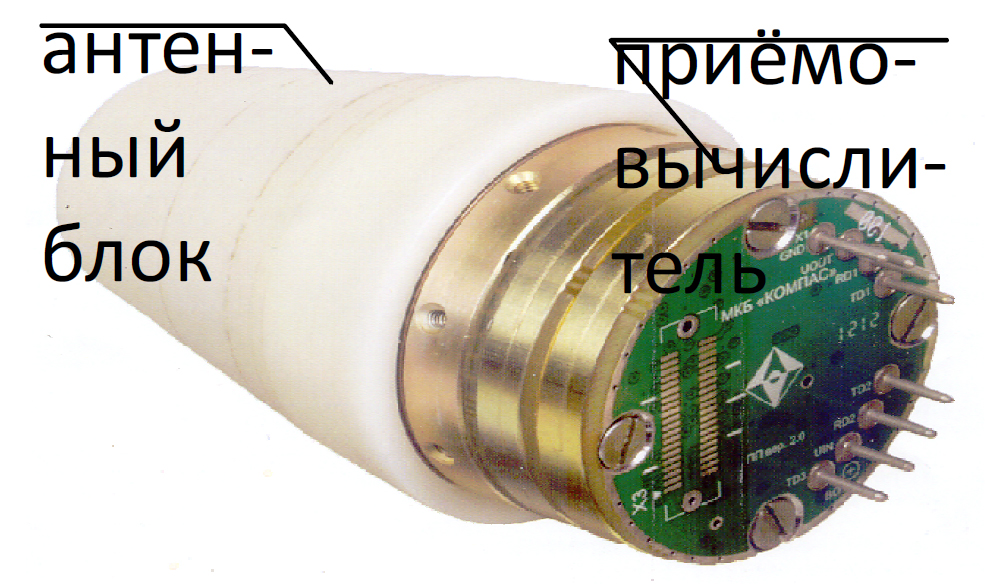
Блок спутникового наведения Краснополь-Д

## Применение
Расчёт из трёх человек подсвечивает цель при помощи лазерного целеуказателя-дальномера, входящего в состав переносного комплекса автоматизированного управления огнём «Малахит». Малоразмерные цели типа танк могут подсвечиваться на расстоянии до 5-7 километров днём и 4 км ночью, более крупные цели — до 15 км. После чего с удалённой позиции выстреливается управляемый артиллерийский снаряд.
Разведывательно-огневой контур
Применяется в составе РОК — артиллерийская установка со снарядом «Краснополь» и дрон с лазерным дальномером целеуказателем. Корректировка траектории снаряда выполняется аэродинамическими рулями.

## Недостатки
Точность стрельбы «Краснополем» сильно снижается из-за низкой облачности, переменчивого рельефа местности, а также ряда других условий, затрудняющих применение данного боеприпаса.

## Боевое применение
- Военная операция России в Сирии — снарядом «Краснополь» были ликвидированы боевики, обстрелявшие аэродром Хмеймим 31 декабря 2017.[10][11]
- Война в Донбассе — в июне 2018 года в зоне боевых действий на Украине военнослужащими ВСУ обнаружены остатки разгонного двигателя и стабилизаторов, похожие на хвостовой отсек советской модификации снаряда «Краснополь». Украинская сторона сообщила о поставках данных боеприпасов из России на Донбасс[12][13].
- Применяется Российской армией в ходе вторжения на Украину[9].

## Эксплуатанты

### Стоит на вооружении
- Россия
- Индия — 3000 единиц «Краснополь-М» поставлено с 1999 по 2002 гг.[14], общая сумма поставок составила около 111 млн долларов США[2][15];
- Китай — не менее 1000 снарядов «Краснополь-М» калибра 152-мм поставлено в 1999—2000 годах, также с марта 2000 года по лицензии, приобретённой КНР в 1997 году компанией Norinco[16].

### Потенциальные импортёры
- Франция[6][17]
- Венесуэла — демонстрационные стрельбы «Краснополя-М» в Венесуэле планировались на середину 2006 года, по результатам которых ожидалось принятие Венесуэлой решения о закупке начальной партии УАС.[18]

## Сравнение с аналогичными боеприпасами
Для подавления неподвижной батареи M109 на дальности 16 км тремя батареями 152 мм САУ требуется 902 ОФ снаряда, при использовании УАС «Краснополь» требуется около 9 снарядов. При этом для стрельбы обычными снарядами требуется значительное время для топопривязки, необходимых расчётов по таблицам ведения огня, долгое время нахождения батареи на одном месте, что негативно сказывается на живучести батареи. Для определения координат цели требуется КНП типа 1В18, 1В19, 1В12, 1В13, 1В152, БПЛА или иные средства разведки.
| Сравнительная характеристика корректируемых артиллерийских боеприпасов различных стран мира | Сравнительная характеристика корректируемых артиллерийских боеприпасов различных стран мира | Сравнительная характеристика корректируемых артиллерийских боеприпасов различных стран мира | Сравнительная характеристика корректируемых артиллерийских боеприпасов различных стран мира | Сравнительная характеристика корректируемых артиллерийских боеприпасов различных стран мира | Сравнительная характеристика корректируемых артиллерийских боеприпасов различных стран мира | Сравнительная характеристика корректируемых артиллерийских боеприпасов различных стран мира | Сравнительная характеристика корректируемых артиллерийских боеприпасов различных стран мира | Сравнительная характеристика корректируемых артиллерийских боеприпасов различных стран мира |
| Наименование                                                                                | Страна                                                                                      | Изображение                                                                                 | Калибр, мм                                                                                  | Максимальная дальность стрельбы, км                                                         | Тип боевой части                                                                            | Масса взрывчатого вещества, кг                                                              | Длина снаряда, мм                                                                           | Масса снаряда, кг                                                                           |
| ------------------------------------------------------------------------------------------- | ------------------------------------------------------------------------------------------- | ------------------------------------------------------------------------------------------- | ------------------------------------------------------------------------------------------- | ------------------------------------------------------------------------------------------- | ------------------------------------------------------------------------------------------- | ------------------------------------------------------------------------------------------- | ------------------------------------------------------------------------------------------- | ------------------------------------------------------------------------------------------- |
| «Краснополь-М1»                                                                             | Россия                                                                                      |                                                                                             | 152                                                                                         | 25                                                                                          | осколочно-фугасная                                                                          | 9,0                                                                                         | 960                                                                                         | 45,0                                                                                        |
| «Краснополь-М2»                                                                             | Россия                                                                                      |                                                                                             | 155                                                                                         | 25                                                                                          | осколочно-фугасная                                                                          | 11,0                                                                                        | 1200                                                                                        | 54,0                                                                                        |
| «Сантиметр-М»                                                                               | Россия                                                                                      |                                                                                             | 152                                                                                         | 18                                                                                          | осколочно-фугасная                                                                          | 10,0                                                                                        | 861                                                                                         | 41,0                                                                                        |
| «Сантиметр-М1»                                                                              | Россия                                                                                      |                                                                                             | 155                                                                                         | 20                                                                                          | осколочно-фугасная                                                                          | 12,0                                                                                        | 940                                                                                         | 40,9                                                                                        |
| «Квитник»                                                                                   | Украина                                                                                     |                                                                                             | 152/155                                                                                     | 20                                                                                          | осколочно-фугасная                                                                          | 8,0                                                                                         | 1200                                                                                        | 48,0                                                                                        |
| M712 «Copperhead» /«Copperhead-2»                                                           | США                                                                                         |                                                                                             | 155                                                                                         | 16/20                                                                                       | кумулятивно-фугасная                                                                        | 6,7                                                                                         | 1370                                                                                        | 62,0                                                                                        |
| M982 «Excalibur»                                                                            | США / Швеция                                                                                |                                                                                             | 155                                                                                         | 23/40–57                                                                                    | осколочно-фугасная, кассетная                                                               | 5,4                                                                                         | 996                                                                                         | 48,0                                                                                        |
| 1. 2. 3. 4. 5. 6. 7. 8.                                                                     |                                                                                             |                                                                                             |                                                                                             |                                                                                             |                                                                                             |                                                                                             |                                                                                             |                                                                                             |